# Distrito de Yungar
El distrito de Yúngar es uno de los once distritos de la provincia de Carhuaz, ubicada en el departamento de Áncash, bajo la administración del gobierno regional de Ancash, Perú.

## Historia
El distrito fue creado mediante Ley del 22 de noviembre de 1868, en el gobierno del Presidente José Balta. en su creación se creó con los siguientes caserios :Anta, Huayoshanca Shupar  Harayurak.

## Toponimia
Yúngar proviene de la palabra quechua yunga o yunka, que quiere decir valle cálido y lugar entre dos o más cerros.

## Geografía
Tiene una superficie de 46.43 km² y una población estimada mayor a 3 000 habitantes. Su capital es la localidad de Yúngar.
Es conocida como la Perla del Callejón de Huaylas.

## Autoridades

### Políticas
- 2019 - 2022
  - Alcalde: Hitler Guesclín Alba Sánchez, del Partido Democrático Somos Perú.
- 2015 - 2018[2]
  - Alcalde: Gilberto Eladio Contreras Julca, del Movimiento Acción Nacionalista Peruano.
  - Regidores:  Juan Carlos Jesús Sáenz, Eber Julio Durán Guerrero, Vetzaida Clavelina Jacome Díaz, Roxana Ramos Vilcarima, Fausto Gerardo Romero Méndez.
- 2011 - 2014
  - Alcalde: Hitler Guesclín Alba Sánchez, del Partido Perú Posible (PP).

### Religiosas
- Parroquia San Pedro de Carhuaz
  - Párroco: Pbro. Manuel Neri Silva Caballero
  - Vicarios parroquiales: Pbro. Elmer Ita Camones y Pbro. Paulino Villafana Morales.

## Festividades
Al tener una población mayoritaria profesando la religión Católica, las festividades más resaltantes son:
- Semana Santa, que con mucha devoción se recuerda la vida, pasión y muerte de nuestro Señor Jesucristo.
- Fiesta de la Virgen del Rosario, patrona del Distrito, celebrada el segundo domingo de octubre.